# 張鎬 (嘉靖戊戌進士)
張鎬（1501年—1572年），字啓周，號白河，直隸保定府定興縣民籍，陝西涇陽縣人，明朝政治人物，嘉靖戊戌進士，官至宣府巡抚。

## 生平
年十六，補邑庠生，嘉靖七年（1528年）以《春秋》中順天府鄉試第五名舉人。嘉靖十四年（1535年）登乙未科會試第一百四十七名，因病未殿试。嘉靖十七年（1538年）中式戊戌科登第二甲第四十二名進士。次年授户部雲南司主事，二十一年督理雁门邊饷，進階承德郎。丁母忧归，服阕，改兵部武选司主事，提督京营，兼董大享殿、腾僖殿、宣坡臺。遷职方司员外郎、武选司郎中，二十七年（1548年）十一月升光禄寺少卿，丁父忧去官。
因为忌者所挤，張鎬服阕，謫知汝州。抵任甫六月，升潞安府同知，轉山西大同佥事，分巡冀北道，兼理學政。嘉靖三十四年（1555年）升山西布政司右参议，分守口北道，三十五年三月总督宣大侍郎江东在怀来南山隘口修筑墩台防御鞑虏，以巡按御史李鳳毛举荐，张镐升兵备副使，无事则屯隆庆，防秋则移驻岔道，提调守备官军。三十五年十二月修筑墩堡完工，升左参政，兵备如故。嘉靖三十六年（1557年）三月升都察院右佥都御史、巡抚宣府、赞理军务，六月虏骑突犯宣府，马尾梁参将祁勉领兵追击中了埋伏，与坐营官姚登崇、守备戴升皆战死，兵馬损失过半，张镐被奪俸三月。不久，因牵涉沈炼案，兵科都给事中王文炳弹劾张镐庸劣寡谋，遂于三十七年九月革职闲住。隆慶六年（1572年）卒，年七十二。

## 家族
曾祖張見；祖父張材，娶劉氏，隷戎籍，己巳之變，殁于鹞兒嶺，以身殉国；父張景芳（1466年-1549年），字德馨，號古庄，少孤，商遊定興，遂居焉，壽官，封户部雲南司主事。母李氏，封安人。兄张锦，早卒；张铨，锦衣冠帶将軍；弟张鐩，以歲贡，仕河南登封县學训导。
子张从古（茂山卫指挥）、张从龙。